# Wilna Haffmans

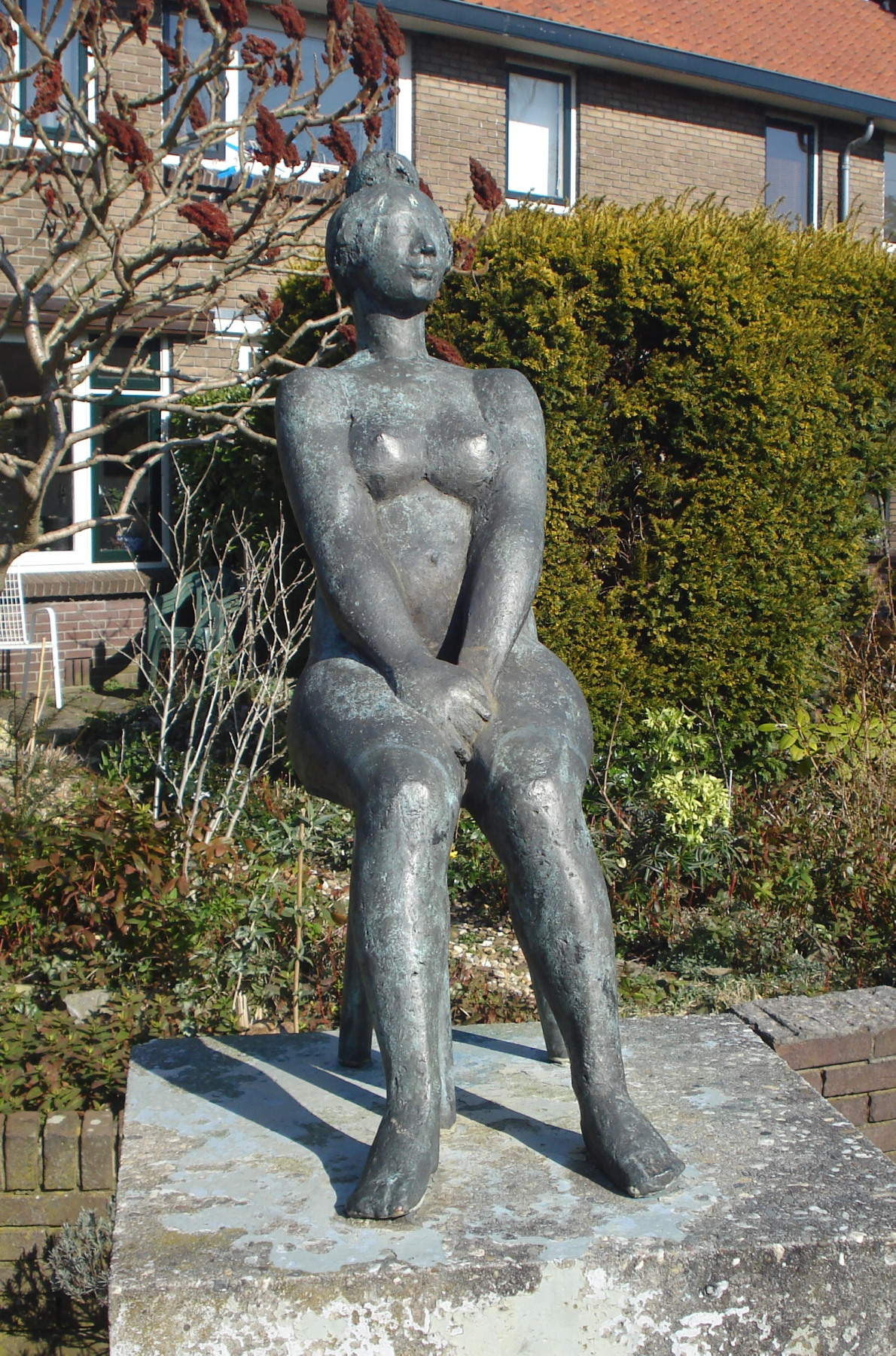
Vrouw op stoeltje, Alphen aan den Rijn

Wilhelmina „Wilna“ Hermanna Maria Theresia Haffmans (* 14. September 1936 in Nijmegen; † 9. Juni 2021 in Laren) war eine niederländische Bildhauerin und Medailleurin.

## Leben
Wilna Haffmans erhielt ihre Ausbildung von 1954 bis 1959 an der ArtEZ Academie voor beeldende kunsten Arnhem (Akademie der Bildenden Künste) in Arnhem, wo sie von Cephas Stauthamer in Bildhauerei unterrichtet wurde. 1957 lernte sie den Bildhauer Gerard Bruning (1930–1987) kennen, der sie zu einer gemeinsam mit John van de Rest organisierten Ausstellung junger Nimwegener Künstler einlud. Nach ihrem Abschluss an der Akademie heiratete sie Gerard Bruning im Dezember 1959 in der Kreuzherrenkirche Sint Agatha und ließ sich mit ihrem Mann in Cuijk in der Stationsstraat nieder, in der Nähe zu seinem Atelier in einer kleinen Zigarrenfabrik. Das Paar bekam zwei Töchter, von denen die jüngste Tochter Florentijn Bruning Ende Dezember 1963 geboren wurde. Wilna Haffmans lebte bis zur Scheidung von ihrem Mann 1981 in Cuijk, von 1989 bis 1995 in Molenhoek in der Gemeinde Mook en Middelaar und zog später nach Malden. Ihre letzten Jahre verbrachte sie im Rosa Spier Huis in Laren, wo sie im  Juni 2021 starb.

## Werk
Wilna Haffmans schuf gegenständliche Skulpturen von Menschen und Tieren. Neben Kunstwerken für den öffentlichen Raum in Stein und Bronze fertigte sie Kleinskulpturen und Medaillen. Sie war Mitglied in der Gemeenschap Beeldende Kunstenaars (GBK) und in der Brabantse Stichting voor Beeldende Kunst en Edelambacht. Im Jahr 2011 wurde Wilna Haffmans von der Gemeinde Cuijk mit dem Kulturpreis „Bronze-Merlet“ ausgezeichnet.
Wilna Haffmans stellte mehrmals aus, unter anderem 1997 in Groenlo mit ihrer Tochter Florentijn Bruning, die ebenfalls Künstlerin wurde. 2019 drehte Florentijn Bruning einen Dokumentarfilm im Rosa Spier Huis über das Leben ihrer Mutter. Im Jahr 2022 fand im Parkhuis in Cuijk eine Ausstellung mit Werken von Wilna Haffmans und ihrer Tochter statt.
Werke (Auswahl):
- Overpeinzing (1959/1960), Cuijk
- Barmhartige Samaritaan (1970), Kriegsdenkmal in Vlijmen, Heusden
- Vis (1970), Nijmegen
- Zeemeermin (1971), am Schwimmbad, Cuijk
- Duikelvrouwtje (1973), Valkenswaard, Kempen
- Handstand (1974), Oss
- Andersom (1980), Nijmegen
- Moeder met kind en vogel (1983), Nijmegen
- Fille à fil (1984), Cuijk
- Koorddanser (1986), Cuijk
- Intimiteit (1990), Boekel
- Vrouw op stoeltje (1992), Alphen aan den Rijn
- Duivin (1997), Cuijk
- Nesteldrang (1979, Ankauf durch die Gemeinde 2011), Cuijk
- Levensboom, Cuijk
- Os, Oss

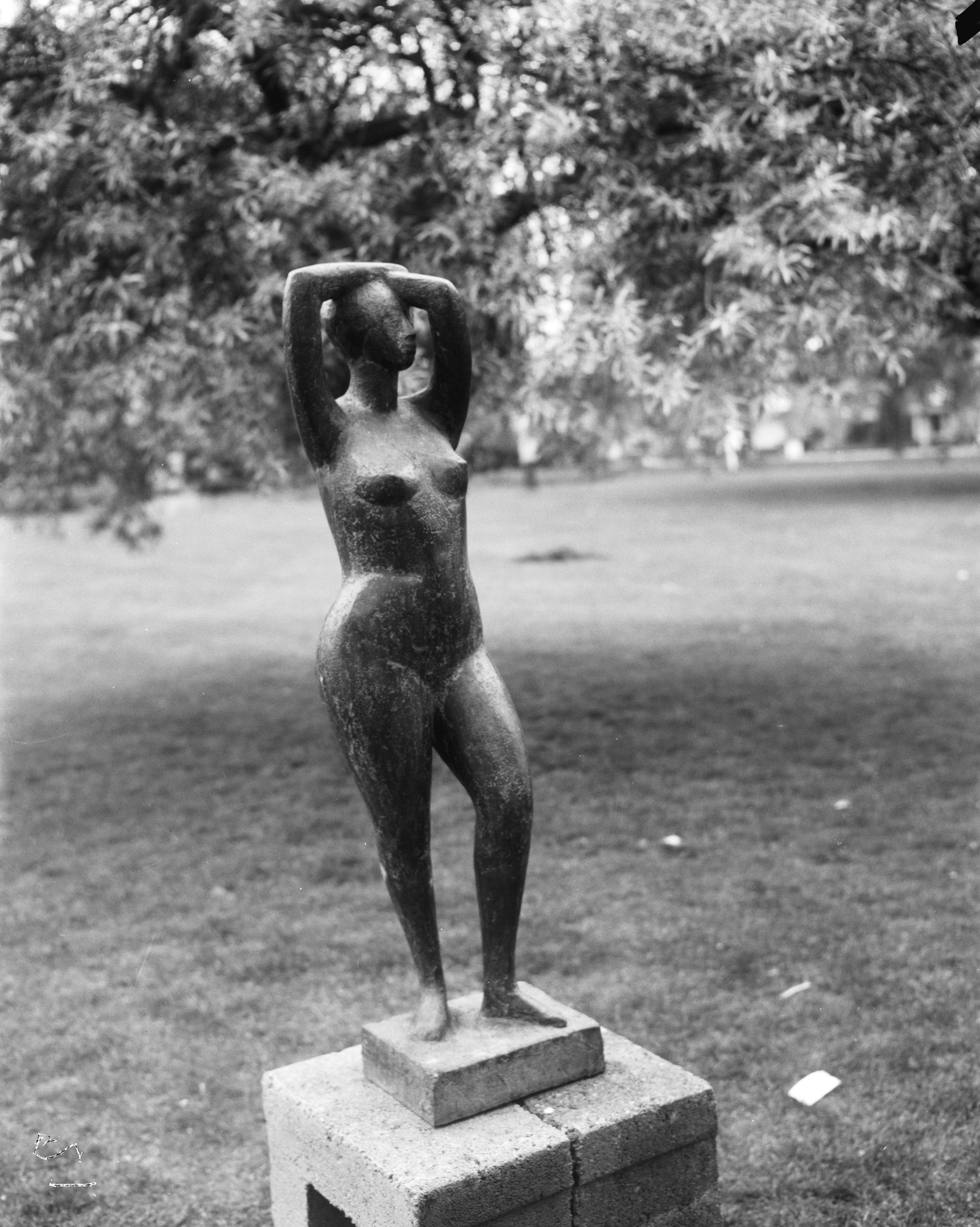
Skulptur in Eindhoven
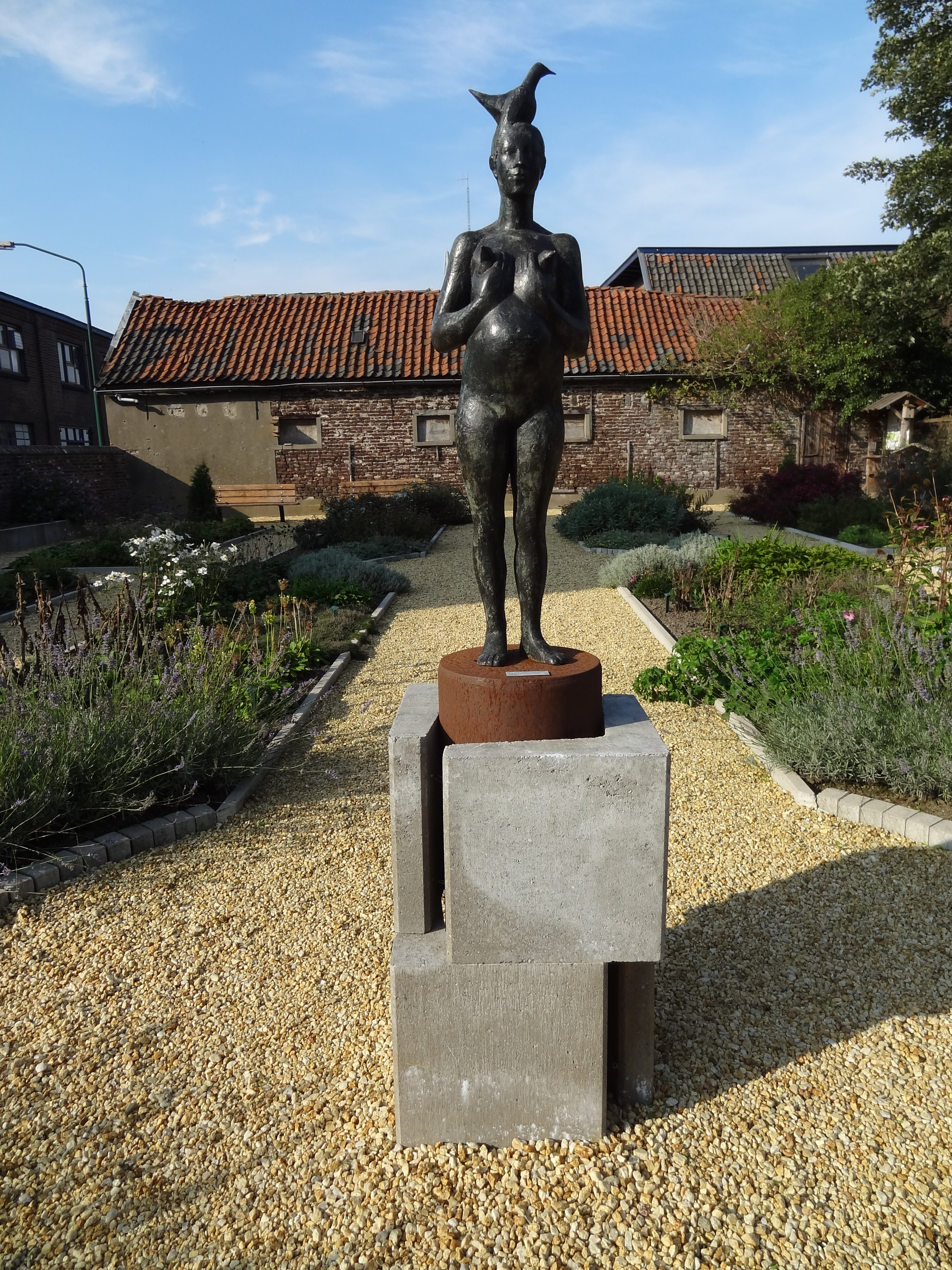
Nesteldrang
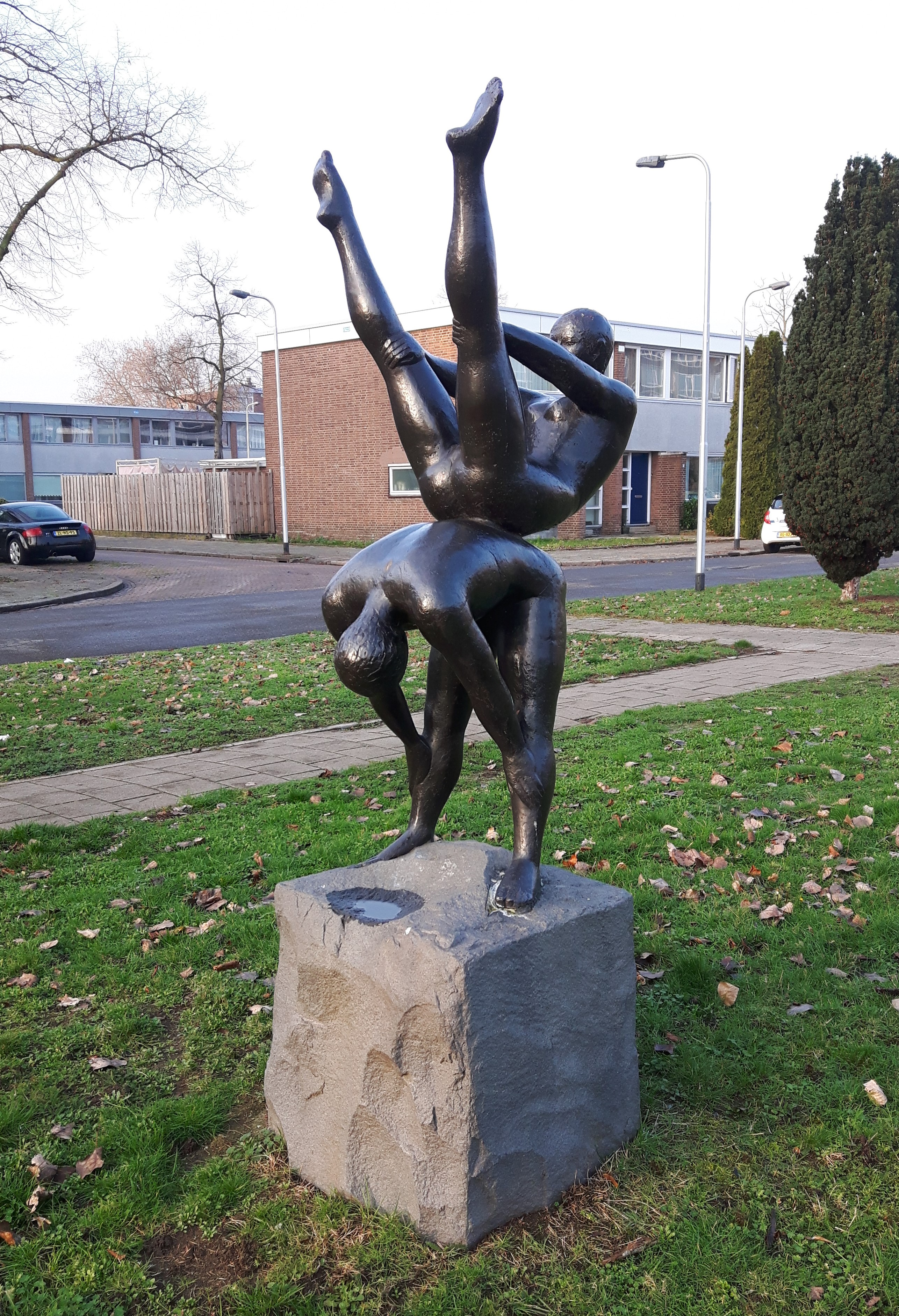
Andersom
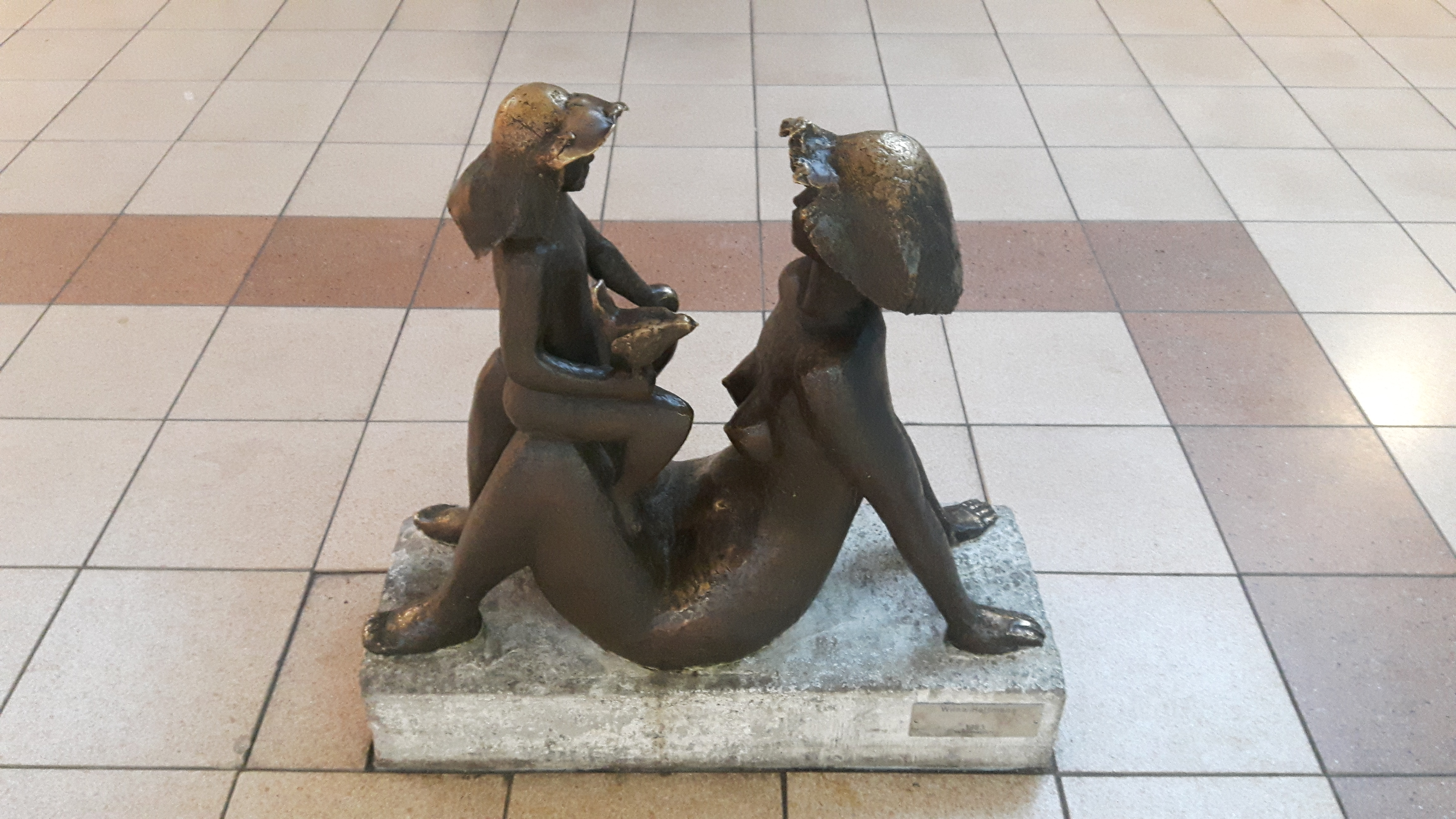
Moeder met kind en vogel
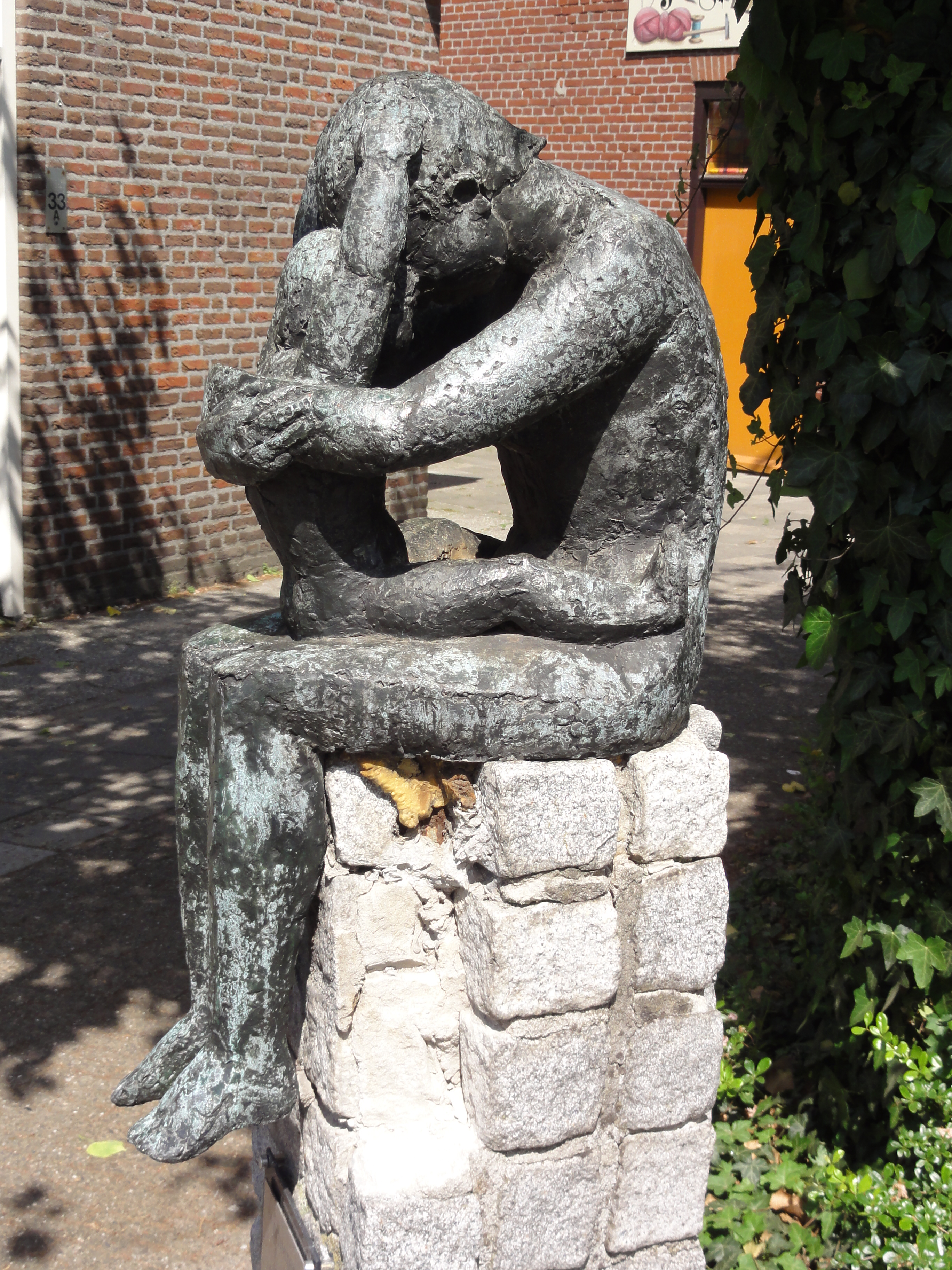
Intimiteit
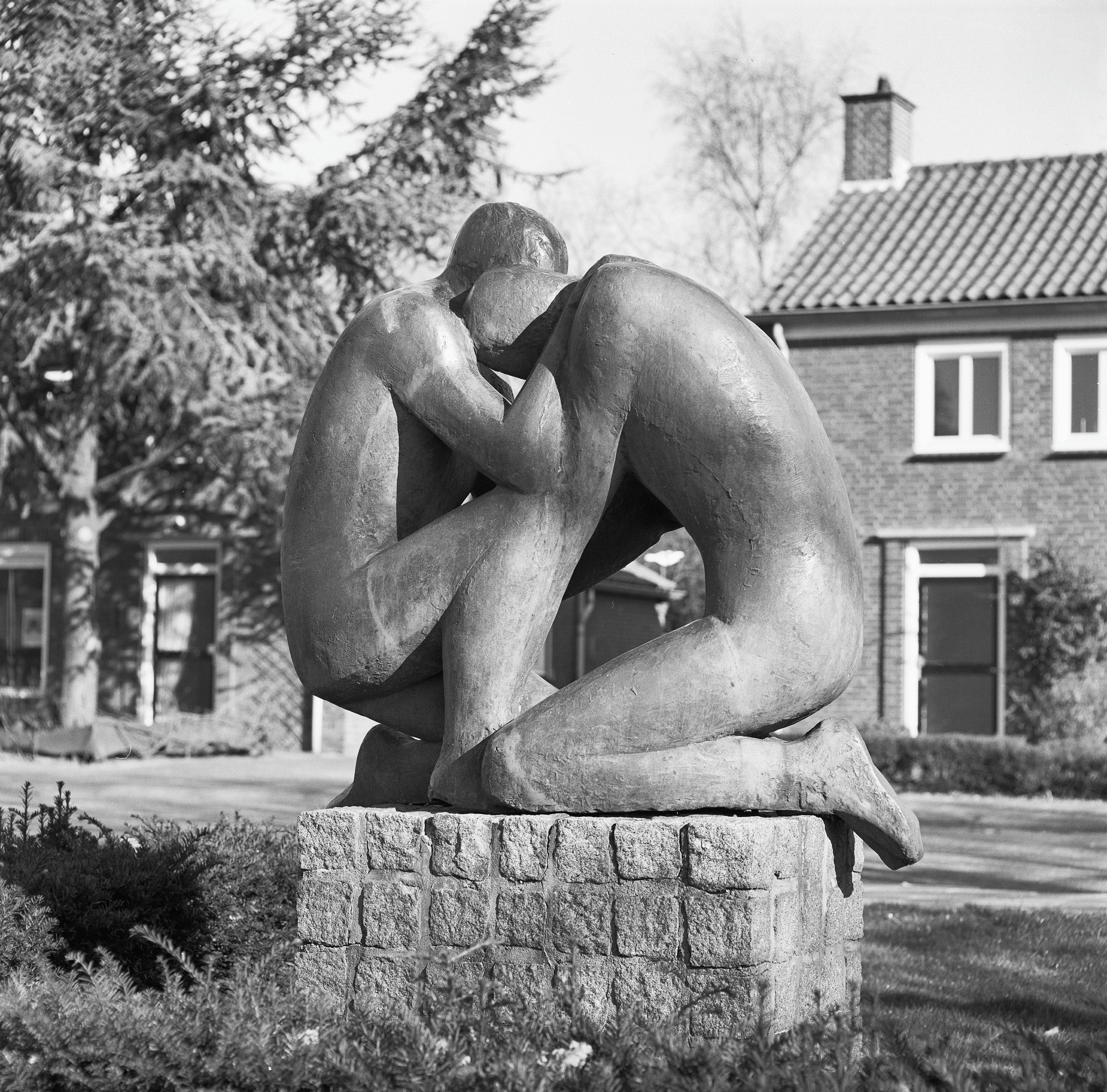
Barmhartige Samaritaan
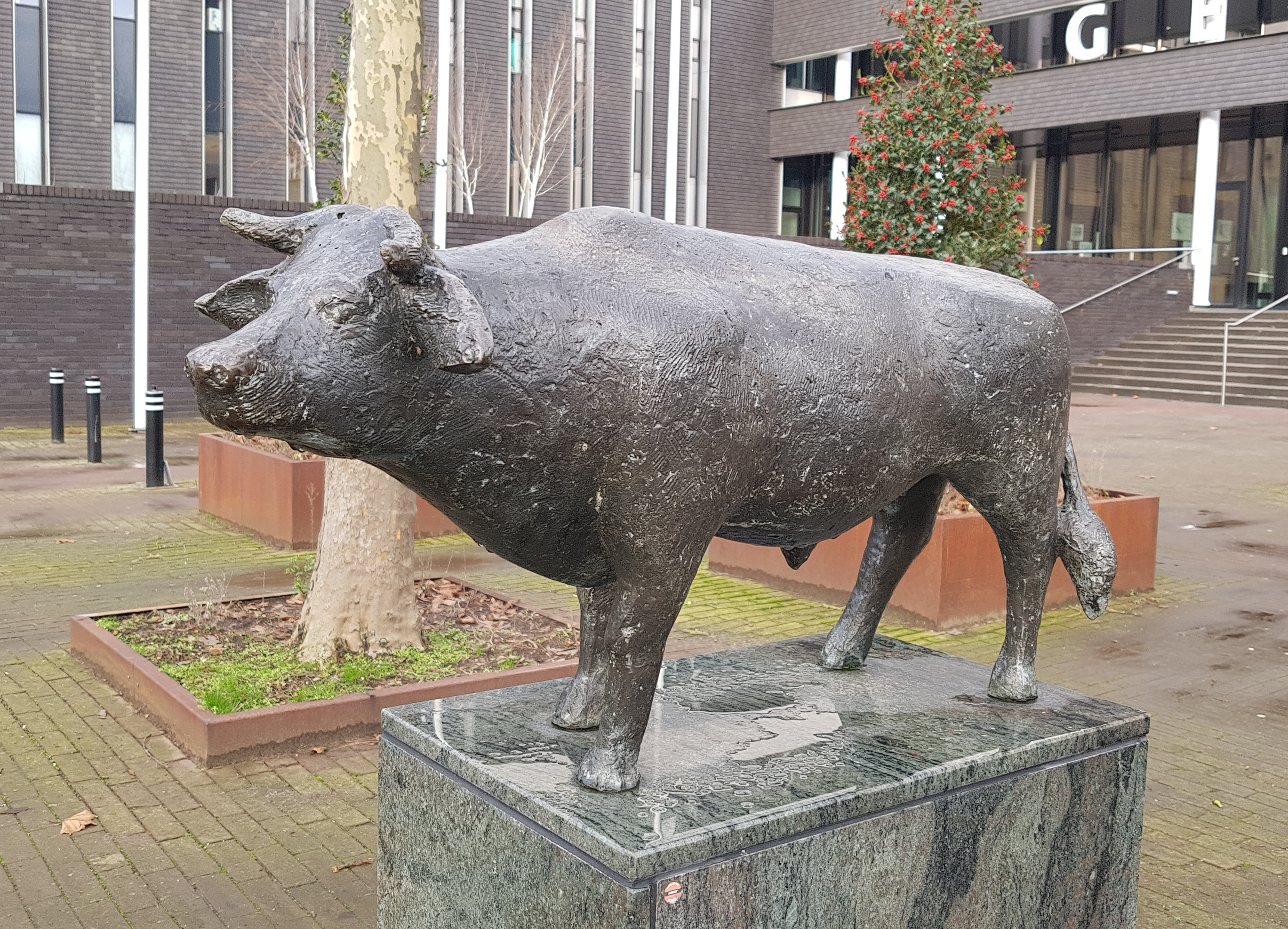
Os

- Skulptur in Eindhoven
- Nesteldrang
- Andersom
- Moeder met kind en vogel
- Intimiteit
- Barmhartige Samaritaan
- Os